# Oberstetten (Feldkirchen-Westerham)
Oberstetten ist ein Ortsteil der Gemeinde Feldkirchen-Westerham im Landkreis Rosenheim. 
Die Einöde liegt nördlich des Lauser Weihers am Rand des Naturschutzgebietes Kupferbachtal. Oberstetten liegt auf einer Höhe von 581 m ü. NN und hat sechs Einwohner (Stand 31. Dezember 2004).
Koordinaten: 47° 57′ N, 11° 52′ O